# Río Guachaca
Le río Guachaca est un fleuve de Colombie.

## Géographie
Le río Guachaca prend sa source dans la Sierra Nevada de Santa Marta, dans le nord du département de Magdalena. Il coule ensuite vers le nord-est avant de se jeter dans la mer des Caraïbes.